# Festivali i Këngës 49
Festivali i Këngës 49 – 49. edycja albańskiego festiwalu muzycznego Festivali i Këngës, która została zorganizowana przez Radio Televizioni Shqiptar (RTSH) w 2010 roku w Pałacu Kongresu w Tiranie. Koncert finałowy wygrała Aurela Gaçe z utworem „Kënga ime”, który został wybrany na krajową propozycję podczas 56. Konkursu Piosenki Eurowizji organizowanego w 2011 roku w Düsseldorfie.

## Przebieg konkursu
We wrześniu 2010 roku albańska telewizja RTSH poinformowała o organizacji 49. edycji Festivali i Këngës, dzięki któremu również miał zostać wyłoniony krajowy reprezentant na 56. Konkurs Piosenki Eurowizji w Düsseldorfie. Nadawca zdecydował, że 23 i 24 grudnia odbędą się półfinały festiwalu, a 25 grudnia zostanie zorganizowany finał. RTSH ogłosił również, że dyrektorem Festivali i Këngës 49 będzie Petrit Beçi, a producentem Bojken Lako.
W dniach 19-20 października RTSH przeprowadził przesłuchanie w Radio Tirana, aby wybrać zawodników na 49. edycję festiwalu. 6 listopada nadawca przedstawił szczegółowy program festiwalu, gdzie ujawnił prowadzących wydarzenie, którymi zostali piosenkarka Jonida Maliqi, śpiewak operowy Jozif Gjipali i aktorka Mirela Naska. Z kolei jako goście specjalni na Festivali i Këngës 49 zostali zaproszeni: Juliana Pasha i turecki zespół maNga.
15 listopada RTSH przedstawił wstępną listę artystów, którzy zostali przyjęci do udziału w 49. edycji Festivali i Këngës. Lista składała się z dwóch części: znanych albańskich artystów (32 wykonawców) oraz debiutujących (6 wykonawców). Następnie 11 grudnia 2010 roku nadawca opublikował oficjalną listę uczestników z kolejnością występów i podziałem na półfinały. W każdym półfinale miały rywalizować dwie grupy: szesnastu „znanych artystów” i trzech „debiutantów”, z czego z każdego półfinału do finału miało przejść po ośmiu z tych pierwszych i po jednym z tych drugich, aby ostatecznie w finale rywalizowało osiemnastu artystów.

## Jury
22 grudnia 2010 roku RTSH ogłosił listę członków jury, które miało zdecydować, kto wygra festiwal i będzie reprezentować Albanię w Konkursie Piosenki Eurowizji 2011. Podczas Festivali i Këngës 49 głosowały dwa osobne jury: pierwsze, które wybierało w każdym półfinale po ośmiu artystów, kwalifikujących się do finału z grupy „znanych artystów”, a także wybierało zwycięzcę w finale oraz drugie osobne jury, które w każdym półfinale wypierało po jednym wykonawcy, awansującym do finału z grupy „debiutantów”.

### Jury 1
Pierwsze jury głosowało w obu półfinałach w grupie „znanych artystów” oraz w finale, gdzie decydowało o zwycięzcy.
- Aleksandër Peçi (kompozytor)
- Edison Miso (kompozytor)
- David Tukiçi (kompozytor i piosenkarz)
- Manjola Nallbani (piosenkarka)
- Robert Radoja (pianista i kompozytor)
- Artan Minarolli (producent i reżyser)
- Edmond Tullumani (producent)

### Jury 2
Drugie jury głosowało tylko w półfinałach w grupie „debiutantów”.
- Gerta Heta (piosenkarka i prezenterka)
- Jerida Sakaj (prezenterka radiowa)
- Andi Islami (reżyser radiowy)
- Evis Trebicka (producent)
- Suarda Braho (aktorka)

## Półfinały
Przed koncertem finałowym, RTSH zorganizował dwa półfinały Festivali i Këngës 49, które odbyły się 23 i 24 grudnia 2010 roku. W każdym z nich wzięło udział w sumie po dziewiętnaście uczestników, z czego do sobotniego finału awansowało po dziewięć, wybranych wyłącznie przez jurorów. Gościem specjalnym pierwszego półfinału był turecki zespół maNga.
| L.p. | Artysta                       | Piosenka                  |
| ---- | ----------------------------- | ------------------------- |
| 1    | Selami Kolonja                | „Ëndërr Kosovë”           |
| 2    | Alban Skënderaj i Miriam Cani | „Ende ka shpresë”         |
| 3    | Orges Toçe                    | „Mari”                    |
| 4    | Kamela Islami                 | „Jetova për të dy”        |
| 5    | Blerina Shalari               | „Lutjes apo dashurisë”    |
| 6    | Ernis Çili i Onanta Spahiu    | „Fam”                     |
| 7    | Dorian Nini                   | „Mirësevini ne Shqipëri”  |
| 8    | Etmond Mancaku                | „Dashuri pas emrit”       |
| 9    | Ardita Tusha                  | „Dikur besoja”            |
| 10   | Klajdi Musabelliu             | „Vetëm ti”                |
| 11   | Evans Rama                    | „Sonte”                   |
| 12   | Dorina Garuci                 | „Mirëmbrëma engjëlli im”  |
| 13   | Herciana Matmuja              | „Me cilin rri ti dashuri” |
| 14   | Agim Poshka                   | „Bota com.vetmi”          |
| 15   | Marsida Saraci                | „Vetëm s'jemi në botë”    |
| 16   | Entela Zhula                  | „Stuhi e diell”           |

| L.p. | Artysta        | Utwór                    |
| ---- | -------------- | ------------------------ |
| 1    | Adhurim Demiri | „24 orët”                |
| 2    | Besa Kokёdhima | „E bukura dhe bisha”     |
| 3    | Emi Bogdo      | „Letër për ty”           |
| 4    | Denis Hasa     | „Mbi xhaketën time”      |
| 5    | Kujtim Prodani | „Ti ishe kryevepër”      |
| 6    | Goldi Halili   | „Në krahët e tua"        |
| 7    | Marjeta Billo  | „Përjetësi”              |
| 8    | Françesk Radi  | „Kemi dasëm'o”           |
| 9    | Aurela Gaçe    | „Kënga ime”              |
| 10   | Heldi Kraja    | „E diela pa ty”          |
| 11   | Sonila Mara    | „Egoist”                 |
| 12   | Mateus Froku   | „Dimër në shprit”        |
| 13   | Xhejsi Jorgaqi | „Rastësi”                |
| 14   | Enkeleda Arifi | „Një dashuri”            |
| 15   | Kejsi Tola     | „Pranë”                  |
| 16   | Sajmir Braho   | „Shtegëtar i jetës time” |

| L.p. | Artysta       | Piosenka              |
| ---- | ------------- | --------------------- |
| 1    | Ilir Kazaferi | „Nuk je këtu”         |
| 2    | Maria Prifti  | „Pasuri e pasurive”   |
| 3    | Megi Laska    | „Endërrat ekzistojnë” |

| L.p. | Artysta                  | Utwór                    |
| ---- | ------------------------ | ------------------------ |
| 1    | Albi Xhepa i Semi Jaupaj | „Dritë”                  |
| 2    | Bledi Polena             | „Të jemi të dy”          |
| 3    | Rudina Delia             | „Tek ti gjeta dashurinë” |

Legenda:
     Uczestnicy, którzy awansowali do finału

## Finał

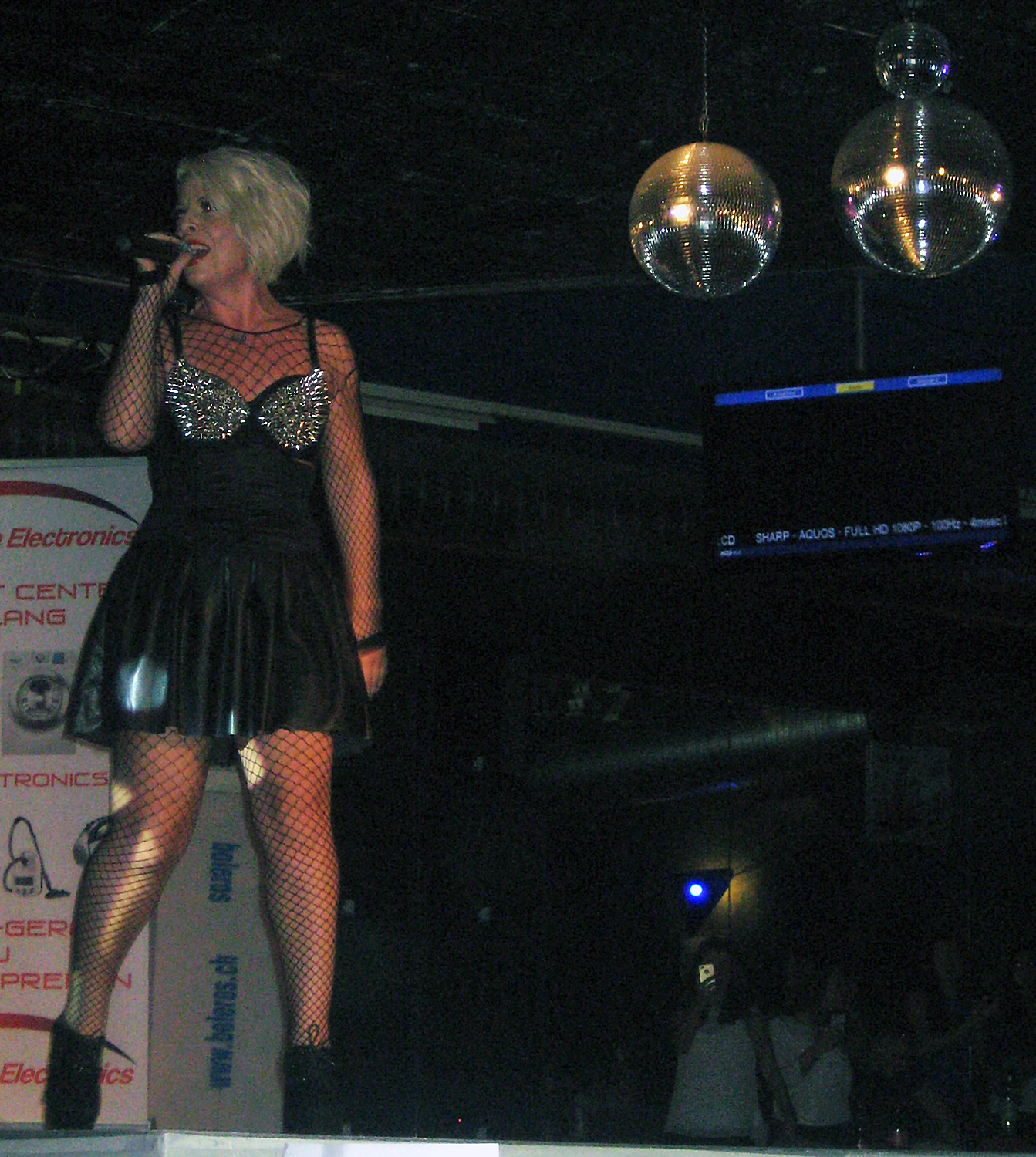
Aurela Gaçe – zwyciężczyni Festivali i Këngës 49 podczas koncertu w Zurychu

Finał festiwalu odbył się 25 grudnia 2010 roku. W koncercie wzięło udział osiemnastu uczestników, którzy pomyślnie przeszli rundy półfinałowe. O laureacie decydowało wyłącznie profesjonalne jury. Gościem specjalnym finału była reprezentantka Albanii w 55. edycji Konkursu Piosenki Eurowizji, Juliana Pasha. Zwyciężczynią festiwalu została Aurela Gaçe z utworem „Kënga ime”.
| L.p. | Artysta                       | Piosenka                  | Miejsce | Punkty |
| ---- | ----------------------------- | ------------------------- | ------- | ------ |
| 1    | Françesk Radi                 | „Kemi dasëm'o”            | 8       | 13     |
| 2    | Herciana Matmuja              | „Me cilin rri ti dashuri” | 11      | 7      |
| 3    | Goldi Halili                  | „Në krahët e tua”         | 17      | 0      |
| 4    | Marsida Saraci                | „Vetëm s'jemi në botë”    | 16      | 2      |
| 5    | Besa Kokёdhima                | „E bukura dhe bisha”      | 9       | 13     |
| 6    | Alban Skënderaj i Miriam Cani | „Ende ka shpresë”         | 2       | 66     |
| 7    | Enkeleda Arifi                | „Një dashuri”             | 5       | 36     |
| 8    | Aurela Gaçe                   | „Kënga ime”               | 1       | 82     |
| 9    | Maria Prifti                  | „Pasuri e pasurive”       | 14      | 5      |
| 10   | Sajmir Braho                  | „Shtegëtar i jetës time"  | 3       | 48     |
| 11   | Dorian Nini                   | „Mirësevini ne Shqipëri”  | 7       | 29     |
| 12   | Selami Kolonja                | „Ëndërr Kosovë”           | 12      | 6      |
| 13   | Xhejsi Jorgaqi                | „Rastësi”                 | 4       | 44     |
| 14   | Albi Xhepa i Semi Jaupaj      | „Dritë”                   | 18      | 0      |
| 15   | Dorina Garuci                 | „Mirëmbrëma ëngjëlli im”  | 6       | 34     |
| 16   | Kamela Islami                 | „Jetova për të dy”        | 10      | 12     |
| 17   | Orges Toçe                    | „Mari”                    | 15      | 3      |
| 18   | Denis Hasa                    | „Mbi xhaketën time”       | 13      | 6      |

Legenda:
     Zdobywca pierwszego miejsca
     Zdobywca drugiego miejsca
     Zdobywca trzeciego miejsca